# Anne de La Roche-Guilhem
Anne de La Roche-Guilhem (* 22. Juli 1644 in Rouen; † 1707 in London) war eine französische Schriftstellerin.

## Leben und Werk
Anne de La Roche-Guilhem entstammte einer protestantischen Adelsfamilie des Vivarais. Zu ihren Verwandten gehörten ihr Großonkel Marc-Antoine Girard de Saint-Amant sowie Jean Chardin und Gédéon Tallemant des Réaux. Offenbar aus finanziellen Gründen begann sie 1674 eine Karriere als Autorin historischer Romane, wobei ihr Madeleine de Scudéry und Marie-Catherine de Villedieu als Vorbilder vorschwebten. In den 1670er Jahren begab sie sich mehrfach nach London in die hugenottisch-französische Diaspora und verkehrte im literarischen Salon der Hortensia Mancini. In Paris veröffentlichte sie ihre Bücher bei dem rührigen Verleger Claude Barbin (1628–1698). 1677 wurde in London ihr Theaterstück Rare-en-tout aufgeführt (2016 neu herausgegeben). 1686 wechselte sie endgültig nach England und schrieb Bücher, die in Holland verlegt und in Frankreich heimlich verkauft wurden. Mehrere ihrer Werke wurden übersetzt, zum Teil auch ins Deutsche. Am erfolgreichsten war die Histoire des favorites von 1697, die zahlreiche Auflagen erlebte und ins Englische, Niederländische und Russische übersetzt wurde.

## Werke (Auswahl)
- Almanzaïde. Nouvelle. Claude Barbin, Paris 1674.
- Arioviste. Histoire romaine. 2 Bde. Claude Barbin, Paris 1674–1675.
- Astérie ou Tamerlan. Claude Barbin, Paris 1674–1675.
- Journal amoureux d’Espagne. Claude Barbin, Paris 1675. (auch Marie-Catherine de Villedieu zugeschrieben)
- Rare-en-Tout. (Comédie-Ballet in 3 Akten und in Versen). London 1677.
  - (moderne Ausgabe) Hrsg. Juliette Cherbuliez. In: Théâtre de femmes de l’Ancien Régime. 2. XVIIe siècle. Classiques Garnier, Paris 2016, S. 453–513.
- (Übersetzerin) Ginés Pérez de Hita: L’Histoire des guerres civiles de Grenade. Claude Barbin, Paris 1683.
- Zamire. Histoire Persane. Troyel, Den Haag 1687.
- Le Grand Scanderberg. Savouret, Amsterdam 1688. Slatkine, Genf 1980. (Vorwort von René Godenne)
- Nouvelles historiques. Henry van Bulderen, Den Haag 1691.
- Zingis. Histoire tartare. Van Bulderen, Den Haag 1691.
  - (englisch) Zingis. A Tartarian history. Saunders, London 1692.
  - (deutsch) Der Durchlauchtigste Zingis aus Tartarien. Vorgestellet in einer curieusen Liebes-Geschichte und aus dem Frantzösischen übersetzet von Bosardo. M. T. Heybeyen, Leipzig 1696.
- Histoire chronologique d’Espagne, commençant à l’origine des premiers habitants du pays et continuée jusqu’à présent. Tirée de Mariana et des plus célèbres auteurs espagnols. 2 Bde. Abraham Acher, Rotterdam 1694.
- Amours de Néron. Abraham Troyel, Den Haag 1695.
- Histoire des favorites contenant ce qui s’est passé de plus remarquable sous plusieurs règnes. Paul Marret, Amsterdam 1697.
  - (moderne Ausgabe)  Hrsg. Els Höhner. Publications de l’Université de Saint-Étienne, Saint-Étienne 2005.
- L’amitié singulière. Nouvelle galante. Abraham Troyel, Amsterdam 1700, 1708.
- Jacqueline de Bavière, Comtesse de Hainaut. Nouvelle Historique. Paul Marret, Amsterdam 1707. (1726 auf den Index gesetzt)[2]
- Dernières oeuvres de Mademoiselle La Roche Guilhen, contenant plusieurs Histoires galantes. Paul Marret, Amsterdam 1708.
- Oeuvres diverses de Mlle de la R*** G***, contenant quelques histoires galantes et plusieurs autres pièces. Frédéric Bernard, Amsterdam 1711.